# Ben Adams (Leichtathlet)
Ben Adams (eigentlich Benjamin Willard Adams; * 31. März 1890 in Newark, New Jersey; † 14. März 1961 in Neptune City, New Jersey) war ein US-amerikanischer Leichtathlet, spezialisiert auf die Disziplinen Standhochsprung und Standweitsprung. In beiden Sportarten gewann Adams bei den Olympischen Spielen 1912 Medaillen: Bronze im Standweitsprung und Silber im Standhochsprung. In letzterer Disziplin unterlag er dabei nur seinem Bruder Platt Adams, der Gold gewann.

## Sportliche Karriere
Ben Adams war Mitglied im New York Athletic Club, der bis heute zahlreiche Olympiasieger hervorgebracht hat. Zu seiner Zeit gehörte Adams dort zu den erfolgreichsten Athleten. Der Doppelsieg im Standhochsprung mit seinem Bruder Platt im Jahr 1912 ist in die Geschichte der Olympischen Spiele eingegangen. Er markiert die einzige Belegung der ersten beiden Plätze eines Leichtathletik-Wettkampfes durch Geschwister.
Ben Adams trat bei den Olympischen Spielen 1912 nicht nur in den beiden regulären Sprungdisziplinen an, sondern nahm außerdem am Vorführturnier im Baseball teil, in dem keine Medaillen vergeben wurden.
Nach den Sommerspielen 1912 wurden die Sprünge aus dem Stand aus dem olympischen Programm gestrichen.

## Persönliche Bestleistungen
- Standhochsprung: 1,60 Meter
- Standweitsprung: 3,28 Meter